# Gera Judit
Gera Judit (Budapest, 1954. május 2. –) néderlandista, egyetemi tanár, műfordító.

## Tanulmányok, pályakezdés
Egyetemi tanulmányait a szegedi József Attila Tudományegyetem magyar-angol szakán kezdte (1972/73), majd a budapesti Eötvös Loránd Tudományegyetemen ugyanezen a szakon folytatta, 1977-ben kapott diplomát. Az 1975/76-os tanévben vette fel harmadikként a németalföldi szakot, melyből 1979-ben diplomát szerzett. 1977-ben elnyerte a Nagyvilág világirodalmi folyóirat műfordítói versenyének harmadik díját egy holland novella fordításával. 1977–1984 között a Magvető Könyvkiadónál szerkesztő-lektor.

## Holland vonal
Rendszeresen jelennek meg angol és holland irodalmi művekből, tudományos szövegekből, tanulmányokból készített fordításai különböző kiadóknál (Európa, Magvető, Gondolat, Pesti Szalon, Noran, Széphalom Könyvműhely, Osiris, Fekete Sas, Gondolat) valamint folyóiratokban (Nagyvilág, Somogy, 2000, Lettre Internationale, Magyar Napló, Nappali Ház, Élet és Irodalom).
1982-ben felkérésre kezdte oktatni a németalföldi irodalomtörténetet néderlandisztika szakos hallgatóknak. Kandidátusi disszertációját 1991-ben védte meg A holland századforduló művészi problémáinak szintézise Frederik van Eeden 'Van de koele meren des Doods' c. regényében címmel. Magyarországon ez volt az első néderlandisztikai tárgyú kandidátusi értekezés.
Az 1992/93-es tanévet TEMPUS ösztöndíjjal a belgiumi Leuveni Katolikus Egyetemen töltötte, ahol a flamand irodalmi és képzőművészeti expresszionizmus valamint a műfordításelmélet tárgykörében végezett kutatásokat. Az 1993/94-es tanévben az Egyesült Államokbeli Pittsburghben volt. Lefordította Johan Huizinga Erasmus c. művét. Ennek kapcsán kezdett foglalkozni az irodalmi életrajz, a pszicho-história (Erik Erikson) általános elméleti problémáival és Johan Huizinga életművével.
Számos konferencián vett részt Hollandiában, Belgiumban, az Egyesült Államokban, Angliában és Ausztriában, Lengyelországban, Csehországban. Előadásai rendre megjelentek a különböző konferenciakötetekben.
1995 januárjától 2020-ig a Néderlandisztikai Központ (jelenleg Néderlandisztika Tanszék) tanszékvezetője. 

## Egyetemi pályafutás
Szakmai irányításával zajlott le a néderlandisztika szak osztatlan képzésű, majd a BA és MA program akkreditációja az ELTE-n, vezetésével indult be a néderlandisztikai irodalmi doktori képzés.
2000-ben habilitált a holland festészet és irodalom interartisztikai vizsgálatának tárgykörében. Magyarországon ez volt az első néderlandisztikai tárgyú habilitáció.
2005 szeptemberében egyetemi tanárrá nevezték ki. 2020 szeptemberétől ELTE BTK professor emerita.

## Tagságok
2001-ben választották meg a Közép- és Kelet-Európai Néderlandisták Comenius Egyesületének elnökévé. Tagja a Holland Tudományos Akadémia Maatschappij der Nederlandse Taal- en Letterkunde nevű társaságának.
Rendszeresen részesül a holland, illetve a belga állam egy-egy hónapos műfordítói ösztöndíjaiban, melyek során a hollandiai, illetve a belgiumi műfordító házakban dolgozik. Részt vesz a Holland és Flamand Irodalmi és Műfordítói Alapítványok, az Utrechti Egyetem és a Holland Nyelvunió közös szervezésében működő műfordítói mentorprogramban.

## Díjak
1998-ban Széchenyi professzori ösztöndíjat kapott.
1999-ben a Holland Királyság az Orániai Nassau Lovagrenddel tüntette ki a holland kultúra magyarországi terjesztéséért és népszerűsítéséért.
2001-ben a legtekintélyesebb holland műfordítói díjjal, a Martinus Nijhoff-díjjal tüntették ki (életműdíj).

## Könyvei, műfordításai
- Minco Marga: Az üveghíd[2]
- Anne Frank: Mesék és történetek a hátsó traktusból[3]
- Erwin Mortier: Dadogó dalok könyve[4]
- Etty Hillesum: A megzavart élet[5]
- Roxane van Iperen: Nővérek Auschwitzban[2]
- Selma van de Perre: Nevem Selma[2]
- Rudi Hermans: Törökbálint messzire van[2]
- Judith Herzberg: Dolgok[2]
- Leon de Winter: SuperTex[2]
- Gera Judit, Pusztai Gábor, Réthelyi Orsolya, Daróczi Anikó: A holland nyelvű irodalom története[6][7]
- Gera Judit, Vesztergom Janina: Oda-vissza. A kulturális transzfer folyamatai Hollandia, Flandria és Magyarország között[8]

## Tanulmánykötetei
- A hétköznapi világ bűvölete. Tanulmányok a holland festészet és irodalom kapcsolatáról a századfordulón és a harmincas években. (ELTE, Eötvös kiadó, 2000) A kötet célja az volt, hogy a Magyarországon szinte teljességgel ismeretlen holland irodalmat a képzőművészeten keresztül, az interartisztikai módszer segítségével bemutassa a tudományos és nem tudományos közönségnek.
- Kép és tükörkép. (Fekete Sas, 2002) A flamand szimbolista festészet és irodalom kapcsolata.
- Van een afstand. Multatuli’s Max Havelaar tegendraads gelezen. (2001-ben jelent meg Hollandiában holland nyelven.) A könyv az Amszterdami Egyetem (Universiteit van Amsterdam) Irodalomelméleti Tanszékén tananyag.
- Szó és kép. A holland-flamand irodalom rendhagyó története. A. Agnes Snellerrel közösen, nem holland anyanyelvű egyetemi hallgatók számára. 2010.